# 糸山雄大
糸山 雄大（いとやま ゆうだい、1987年11月18日 - ）は、日本のタレント。本名、同じ。愛称は雄大くん。
東京都出身。NHK教育『ひとりでできるもん!』の雄大くんで知られる。

## 略歴
- 1996年4月 - 1998年3月、『ひとりでできるもん!』で知名度を上げる。

## 作品

### シングル
- パオパオパワー（1996年） - NHK『ひとりでできるもん!』テーマ曲。

### アルバム
- 雄大くん・比奈子ちゃんのひとりでできるもん!〜パオパオパワー〜（1996年） - NHK『ひとりでできるもん!』サウンドトラック。
- 雄大くん・比奈子ちゃんのひとりでできるもん!〜コトコトクッキング/でりしゃす音頭〜（1997年） - NHK『ひとりでできるもん!』サウンドトラック。
- 雄大くん・比奈子ちゃんのひとりでできるもん!〜リズムで楽しくクッキング〜（1997年） - NHK『ひとりでできるもん!』サウンドトラック。
- 雄大くん・比奈子ちゃんのひとりでできるもん!〜カラフル・レンジャー〜（1998年） - NHK『ひとりでできるもん!』サウンドトラック。

### テレビ
- ひとりでできるもん!（1996年 - 1998年、NHK教育）